# Narodowosocjalistyczna Duńska Partia Robotnicza

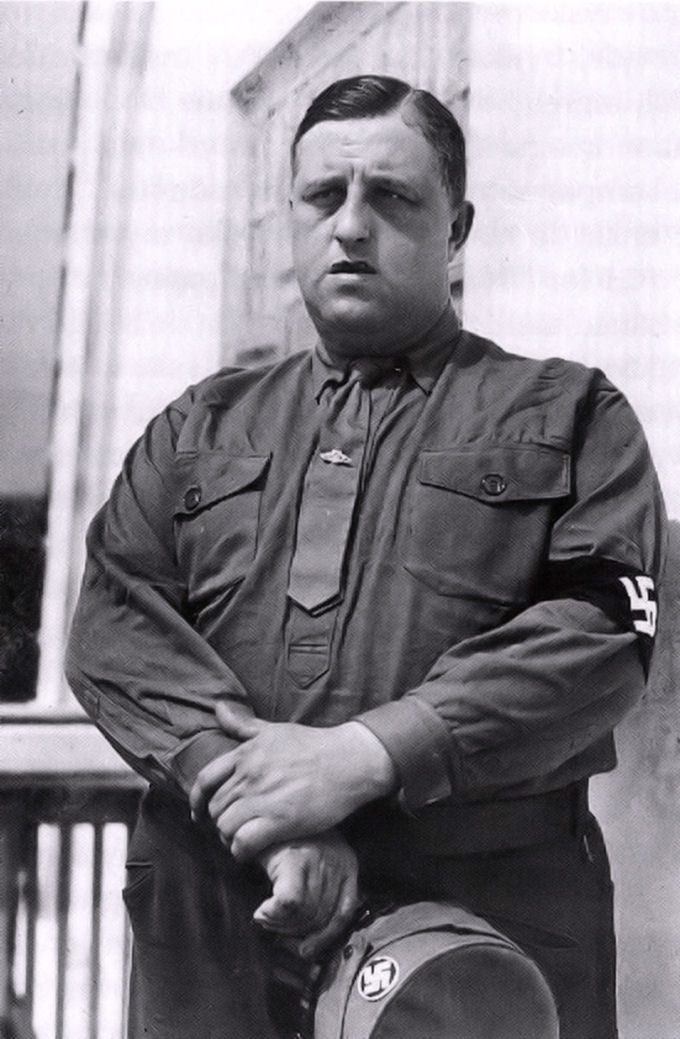
Frits Clausen, lider DNSAP (1933–1945)

Narodowosocjalistyczna Duńska Partia Robotnicza (duń. Danmarks Nationalsocialistiske Arbejderparti, DNSAP) – duńskie skrajnie prawicowe, faszystowskie i nazistowskie ugrupowanie polityczne działające od 1930 r.

## Okres przedwojenny
Partia została założona 16 listopada 1930 r. pod wrażeniem sukcesu wyborczego hitlerowców w tym samym roku. Na jej czele stał Cay Lembcke. Początkowo liczyła zaledwie kilkuset członków, a jej oddziaływanie było niewielkie, czego dowodem był minimalny wynik uzyskany w wyborach parlamentarnych w 1932 r. W 1933 r. nowym liderem DNSAP został Frits Clausen, lekarz z północnego Szlezwiku i były członek partii ludowej. Jednakże jego przywództwo także nie przyniosło wzrostu poparcia; w wyborach w 1935 r. partia dostała 1% głosów, a w 1939 r. – 1,8%, co dało 3 miejsca w duńskim parlamencie Folketinget. 
DNSAP w każdym szczególe imitowała niemieckie NSDAP – od oddziałów szturmowych Sturmabteilung, na których były wzorowane jej bojówki Landstormen, po swastykę i tłumaczenia nazistowskich pieśni. Jej program był nacjonalistyczny i silnie antysemicki. Największym poparciem cieszyła się w południowej Jutlandii, gdzie mieszkała spora mniejszość niemiecka. W skład jej komitetu przywódczego wchodzili Einar Jørgensen, C. C. Hansen i C. Lembcke.

## II wojna światowa
DNSAP poparła niemieckie uderzenie na Danię 9 kwietnia 1940 r. i zajęcie kraju. Natychmiast rozpoczęła politykę kolaboracji z okupantem, otrzymując finansowe i ideologiczne wsparcie od NSDAP. Jednakże jej niewielkie znaczenie (6000 członków w 1940) spowodowało, że F. Clausen nigdy nie otrzymał funkcji premiera, tak jak np. Vidkun Quisling w Norwegii (Niemcy zachowali dotychczasowy rząd i parlament). Nawet w przeprowadzonych pod okupacją wyborach w 1943 r. DNSAP otrzymała jedynie 2,3% głosów (ponownie 3 posłów). Liczyła wówczas ok. 40 tys. członków. Po najeździe Niemiec na ZSRR 22 czerwca 1941 r. jej działacze zaangażowali się w tworzenie Ochotniczego Legionu Duńskiego (Frikorps Danmark) przeznaczonego do walki z Sowietami na froncie wschodnim. Po wyborach w 1943 r. F. Clausen podjął służbę wojskową w niemieckiej armii jako chirurg; pozostawał jednak w dalszym ciągu liderem partii. W maju 1945 r. DNSAP została oficjalnie rozwiązana (F. Clausen zmarł w więzieniu w grudniu 1947 r.), chociaż kilku jej działaczy kontynuowało jeszcze działalność pod tą nazwą.
Obecnie do tradycji DNSAP nawiązuje partia Duński Ruch Narodowosocjalistyczny (duń. Danmarks Nationalsocialistiske Bevægelse, DNSB).